# Laško Club
Laško Club je svetlo pivo tipa ležak oziroma lager, ki ga vari Pivovarna Laško . Za razliko od Zlatoroga, ima bolj izražen sladni karakter in milejšo grenčico. Zaradi daljšega obdobja zorenja, minimalne uporabe neslajenih vrst žita in večjega odstotka slada v osnovni sladici, ga uvrščamo v vrsto premium piva.
Glavne izvozne trge (zraven Slovenije) predstavljajo naslednje države: Hrvaška, Bosna in Hercegovina, Srbija, Makedonija in Črna gora. Celotni prodajni segment premium svetlih piv v Sloveniji, je ocenjen na 5% celotnega trga piv in piv z dodatki. Laško Club ima tako v tem segmentu 74% količinski tržni delež. 